# Moustache (Musiker)
Moustache (eigentlich François-Alexandre Galepides; * 14. Februar 1929 in Paris; † 25. März 1987 in Arpajon, Département Essonne) war ein französischer Jazz-Schlagzeuger und Bandleader sowie Restaurant- und Clubbesitzer, Komiker und Schauspieler.

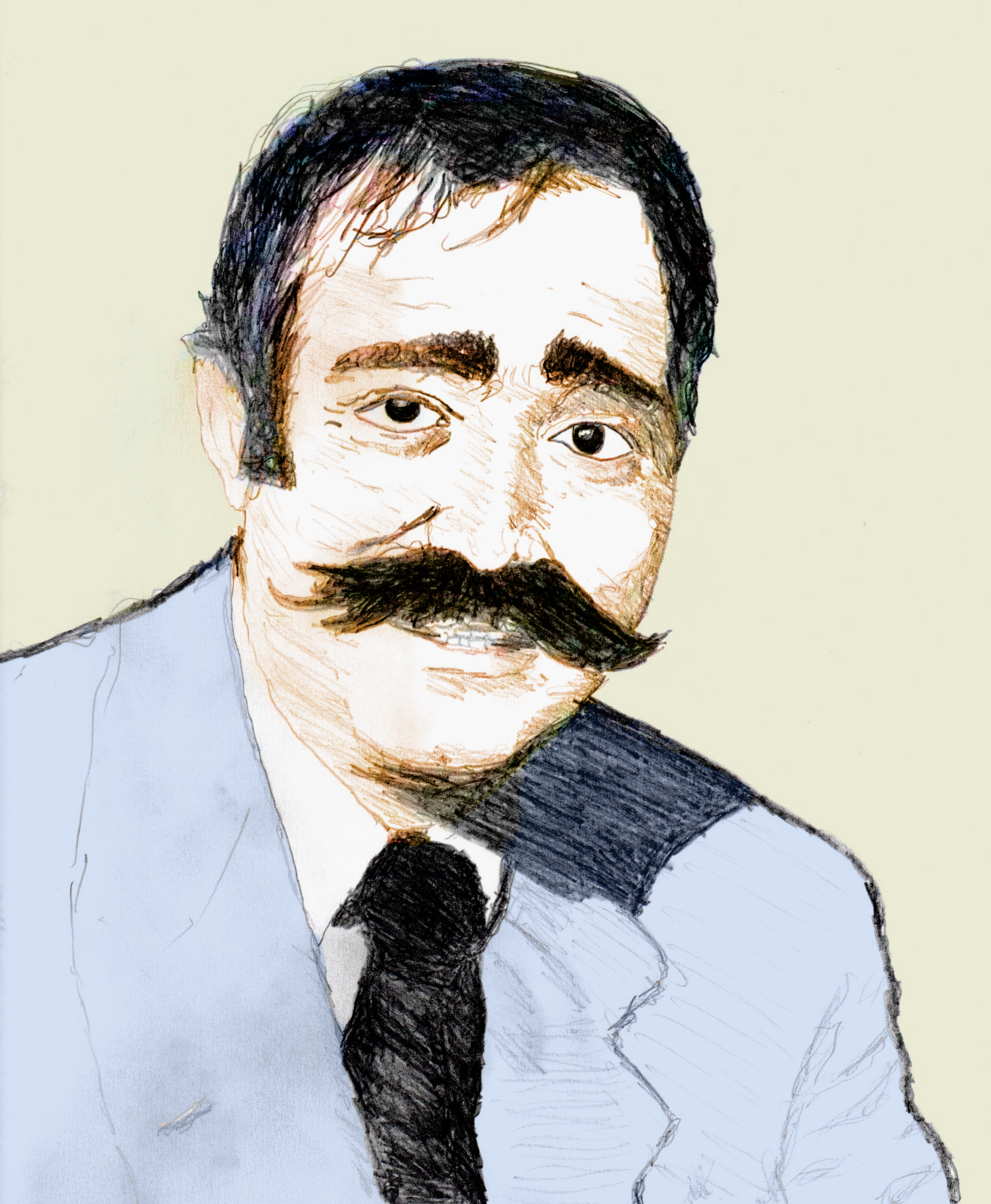
Moustache (Porträt).

## Leben und Wirken
Moustache stammte aus einer griechischen Einwandererfamilie und begann seine Karriere als Musiker 1948 im Orchester von Claude Luter, mit dem er in den Clubs des Pariser Stadtteils Saint-Germain-des-Prés auftrat. Mit Luter begleitete er regelmäßig Sidney Bechet. Ab 1950 arbeitete er mit eigenen Formationen, wie den Sept complices (1956/57). Mit seiner Band Moustache et ses Moustachus spielte er Rock-’n’-Roll-Parodien, wie den Song Le Croque-Crane-Creux nach dem Text von Boris Vian. Um 1967 arbeitete er mit den Gros minets, u. a. mit Auftritten im Olympia. Den Gros minets gehörten  der Pianist Jean Constantin, der Vibraphonist Géo Daly, der Posaunist Jordy Coll und der Saxophonist Michel Attenoux an. 1978 gründete er mit Attenoux, Marcel Zanini, François Guin u. a. das Ensemble Les petits Français, das Jazz-inspirierte Versionen der Chansons von Georges Brassens spielte.
Daneben betrieb Moustache ein nach ihm benanntes Restaurant in der Avenue Duquesne und verschiedene Clubs (in den 1960er Jahren das Bilboquet, ab 1976 den Jazz Club de l'Hôtel Méridien Étoile). Außerdem verfolgte er ab 1955 eine Karriere als Komiker und Schauspieler, oft in einer Musikerrolle. Moustache wirkte u. a. in Filmen von Henri Verneuil (Paris, Palace Hôtel, 1956), Maurice Régamey (Woll’n Sie nicht mein Mörder sein?, 1957), Pierre Schoendoerffer (Ramuntcho; 1959), Martin Ritt (Paris Blues, 1961), Peter Ustinov (Lady L, 1965), William Wyler (Wie klaut man eine Million?, 1966), Duccio Tessari (Zorro, 1975) oder Jean-Louis Trintignant (Der Schwimmeister; 1979) mit.
Er starb 1987 in Arpajon (Essonne) bei einem Verkehrsunfall.

## Filmografie (Auswahl)
| - 1951: Seine Majestät, der Seehund (Mon phoque et elles) - 1956: Die Herrscherin vom Libanon (La Châtelaine du Liban) - 1956: Paris, Palace Hôtel – Regie: Henri Verneuil - 1957: Liebe, Lumpen, Leidenschaften (Le Grand bluff) - 1957: Du hast noch drei Tage (Trois jours à vivre) - 1957: Woll’n Sie nicht mein Mörder sein? (Comme un cheveu sur la soupe) - 1957: Paris tabu (Mademoiselle strip-tease) - 1958: Fisch oder Fleisch (Ni vu… ni connu…) - 1959: Ramuntcho - 1959: Pêcheur d’Islande - 1959: Die Nacht der Gehetzten (La Nuit des traqués) - 1960: Junge, mach dein Testament (Chien de pique) - 1961: Das Bett des Königs (Vive Henri IV… vive l’amour!) - 1961: Fanny (Fanny) - 1961: Paris Blues (Paris Blues) - 1963: L’Abominable homme des douanes - 1964: Der Triumph des Musketiers (Hardi! Pardaillan) - 1964: Circus-Welt (Circus World) - 1965: Lady L (Lady L) - 1966: Wie klaut man eine Million? (How to Steal a Million) - 1967: Ein Floh im Ohr (A Flea in Her Ear) - 1968: Polizeifunk ruft – Begegnung in Paris - 1968: Mayerling (Mayerling) - 1969: Abenteuer im Schnee (Avalanche) - 1971: Le Cri du cormoran le soir au-dessus des jonques - 1975: Zorro (Zorro) - 1975: Jenseits der Angst (Au-delà de la peur) - 1976: Schinken mit Ei (Attention les yeux!) - 1977: Monsieur Papa (Monsieur Papa) - 1978: Silber, Banken und Ganoven (Silver Bears) - 1978: Le Dernier amant romantique - 1979: Der Schwimmeister (Le Maître-nageur) - 1982: Die verrücktesten 90 Minuten vor Christi Geburt (Deux heures moins le quart avant Jésus-Christ) - 1987: Neuville ma belle |

## Biografie
- Moustache. Tambour battant : (propos recueillis par Guillaume Hanoteau). Julliard, 1975.

## Trivia
- Der im Film Irma la Douce vorkommende Barbesitzer Moustache wird vom kanadischen Schauspieler Lou Jacobi verkörpert.